# Budúnia
Budúnia (em latim: Budunia; em armênio: Բուդունիք, Budunik’), Bodúnia (Բոդունիք, Bodunik’) ou Bogúnia (Բոգունիք, Bogunik’), segundo a Geografia de Ananias de Siracena (século VII), foi um gavar (cantão) da província da Vaspuracânia, no Reino da Armênia. Compreendia uma área de 275 quilômetros quadrados no vale do rio Marmete. Pode ter feito parte do principado de Restúnia da família Restúnio. No século X, Tomás Arzerúnio atestou que o distrito ainda existia como um dos domínios arzerúnidas.